# Diego Lo Brutto
Diego Lo Brutto (ur. 26 sierpnia 1953) – francuski zapaśnik walczący przeważnie w stylu wolnym. Olimpijczyk z Montrealu 1976, gdzie odpadł w eliminacjach w kategorii do 52 kg.
Szósty na mistrzostwach Europy w 1976 i ósmy 1978. Zdobył złoty medal na igrzyskach śródziemnomorskich w 1975 i brązowy w 1979 roku.
Mistrz Francji w 1982, 1984, 1985, 1986; drugi w 1980, 1981, 1987; trzeci w 1983, 1984 (st.klas), 1988, 1989 roku.